# Anapo (mitologia)
Nella mitologia greca,  Anapo era il nome di una divinità fluviale. Un dio-fiume (Potamoi) figlio del titano Oceano e della titanide Teti.

## Il mito
Anapo - ai tempi in cui Persefone fu scelta come sua sposa da Ade, dio degli inferi, che decise di rapirla per portarla nel suo regno infernale - vedendo la povera ragazza, decise di opporsi. In suo aiuto venne anche la ninfa Ciane, ma anche unendo le forze soccombettero innanzi al divino avversario. I due furono tramutati e Anapo divenne un fiume della Sicilia nei pressi di Sortino e della Necropoli Rupestre di Pantalica.

## Pareri secondari
Secondo altri autori Anapo si era innamorato di Ciane ed insieme formarono un lago.

### Moderna
- Angela Cerinotti, Miti greci e di roma antica, Prato, Giunti, 2005, ISBN 88-09-04194-1.
- Anna Ferrari, Dizionario di mitologia, Litopres, UTET, 2006, ISBN 88-02-07481-X.
- Anna Maria Carassiti, Dizionario di mitologia classica, Roma, Newton, 2005, ISBN 88-8289-539-4.